# Pechucalco 2da. Sección
Pechucalco 2da. Sección är en ort i Mexiko.   Den ligger i kommunen Cunduacán och delstaten Tabasco, i den sydöstra delen av landet, 600 km öster om huvudstaden Mexico City. Pechucalco 2da. Sección ligger 16 meter över havet och antalet invånare är 1 180.
Terrängen runt Pechucalco 2da. Sección är mycket platt. Runt Pechucalco 2da. Sección är det ganska tätbefolkat, med 155 invånare per kvadratkilometer. Närmaste större samhälle är Cunduacán, 7,1 km söder om Pechucalco 2da. Sección. Trakten runt Pechucalco 2da. Sección består till största delen av jordbruksmark.